# Pan Tadeusz
Pan Tadeusz é um filme de drama polonês de 1999 dirigido e escrito por Andrzej Wajda e Jan Nowina-Zarzycki. Foi selecionado como representante da Polônia à edição do Oscar 2000, organizada pela Academia de Artes e Ciências Cinematográficas.

## Elenco
- Bogusław Linda
- Michał Żebrowski
- Alicja Bachleda-Curuś
- Grażyna Szapołowska
- Andrzej Seweryn
- Marek Kondrat
- Daniel Olbrychski
- Krzysztof Kolberger
- Sergey Shakurov